# Аликов, Юрий Иванович
Ю́рий Ива́нович А́ликов (р. 4 октября 1934, Ульяновск, Средневолжский край, РСФСР, СССР) — украинский и советский сценарист и писатель-фантаст. Член Союза кинематографистов Украинской ССР.
Работал на студии «Киевнаучфильм».
За сценарии научно-популярных фильмов «Язык животных» (1967) и «Думают ли животные?» (1970) в 1972 году был награждён Государственной премией СССР.
Совместно с В. Г. Капустяном написал научно-фантастическую повесть «Гонцы Нептуна» (укр. Гінцi Нептуна, 1979 г., переведена на украинский язык с русской рукописи) на тему поиска контактов с дельфинами. Один из авторов сценария четырёхсерийной экранизации романа для телевидения под названием «Люди и дельфины» (1983—1984, «Киевнаучфильм»).
Одна из самых известных работ Аликова — сценарий мультфильма «Остров сокровищ» (1988).

## Публикации
- Аликов Ю. И., Капустян В. К. Гінцi Нептуна. (Гонцы Нептуна). — Киев: Веселка, 1979.

## Сценарист
- 1967 — Язык животных
- 1970 — Думают ли животные
- 1971 — Я и другие
- 1980 — Страх
- 1983-1984 — Люди и дельфины
- 1986 — На крутизне
- 1988 — Остров сокровищ
- 1991 — Энеида
- 1992 — Возвращение на остров сокровищ